# Permské jazyky
Permské jazyky tvoří spolu s finsko-volžskými jazyky finsko-permskou větev ugrofinských jazyků. Mluví se jimi v oblasti Uralu v Rusku a zahrnuje celkem tři nebo čtyři jazyky:
- Komijské jazyky – neboli komi, máme-li na mysli širší pojetí slova.
  - Komi – v užším pojetí slova, jinak také komi-zyrjanština nebo zyrjanština (asi okolo 300 000 mluvčích).
  - Komi-permjačtina – přibližně 94 000 mluvčích.[1]
  - Komi-jazvanština – neboli jazvanština či východní permjačtina, má odhadem okolo 2000 mluvčích; bývá zařazována buď jako nářečí komi-permjačtiny, nebo jako samostatný jazyk.
- Udmurtština (voťáčtina) – má asi 460 000 mluvčích,[2] čímž nejvíce zastupuje permskou větev.

Všechny z těchto jazyků používají azbuku.